# Dolibarr ERP/CRM
Dolibarr ERP/CRM és un paquet de programari lliure de codi obert que inclou funcions de Planificació de Recursos Empresarials i de  Gestió de Relació amb Clients per a la petita i mitjana empresa, fundacions o professionals independents.
És una aplicació web i, per tant, es pot utilitzar des de qualsevol navegador web que tingui accés a Internet. Malgrat el gran nombre de característiques que implementa, Dolibarr pretén ser una solució simple per a persones sense coneixements tècnics per la seva facilitat d'instal·lació i d'ús. Es distribueix sota llicència GNU General Public License v3.0.
Dolibarr ERP/CRM inclou les funcions més importants d'un sistema ERP/CRM (amb algunes excepcions). Aquestes funcions l'hi venen donades per un conjunt de mòduls que es poden activar i desactivar molt fàcilment a mida de les necessitats de la gestió. És multi-usuari amb permisos d'accés per funcionalitats.
El projecte Dolibarr ERP/CRM fa ús de dues plataformes per allotjar el seu codi depenent del tipus de versió:
- Versions estables → SourceForge
- Versió en desenvolupament → GitHub

## Funcionalitats que falten
Aquestes funcionalitats no estan disponibles a la versió més recent de Dolibarr ERP/CRM:
- Gestió de recursos humans
- Adopció de les Normes Internacionals d'Informació Financera (NIIF)

## Arquitectura
Dolibarr ERP/CRM és una aplicació web basada en el servidor HTTP Apache, escrita en PHP i que fa servir MySQL o PostgreSQL com a sistema de gestió de bases de dades. Aquestes característiques fan que es pugui instal·lar en la majoria de serveis d'allotjament web. Per fer-ho més senzill encara, hi ha uns paquets auto-instal·lables que permeten fer la instal·lació en diversos sistemes operatius:
- DoliWamp[4] per a Microsoft Windows
- DoliDeb[5] per a Debian o derivats com Ubuntu
- DoliRpm[6] per a Fedora, Red Hat, Mandriva Linux i SUSE
- DoliMamp[7] per a Apple Macintosh

## Història
Amb la direcció de Rodolphe Quiedeville, l'any 2003, Dolibarr va guanyar en la categoria Gestió d'empresa de Les Trophées du libre, concurs internacional per a promoure el desenvolupament d'aplicacions de programari lliure. Al juliol de 2008, Laurent Destailleur, autor de AWStats, va prendre el relleu de Rodolphe Quideville com a desenvolupador principal. A França, el país on Dolibarr és més conegut, es va crear la Dolibarr Fundation a més, es van crear grups d'usuaris en diversos països.

## Premis
- 2003, Les Trophées du libre, 1r premi categoria Gestió d'empresa.[8]
- 17 març 2014, SourceForge, project of the week[10]
- 14 setembre 2015, SourceForge, project of the week[11]